# 3104 Durer
3104 Durer је астероид главног астероидног појаса. Приближан пречник астероида је 18,6 ,
а средња удаљеност астероида од Сунца износи 2,961 астрономских јединица (АЈ).
Инклинација (нагиб) орбите у односу на раван еклиптике је 24,190 степени, а орбитални период износи 1861,660 дана (5,096 година). Ексцентрицитет орбите астероида износи 0,091.
Апсолутна магнитуда астероида износи 11,1 а геометријски албедо 0,185.
Астероид је откривен 24. јануара 1982. године.